# Турчанинов, Андрей Петрович
Андрей Петрович Турчанинов (1779—1830), российский командир эпохи наполеоновских войн, генерал-лейтенант Русской императорской армии.

## Биография
Андрей Турчанинов родился в 1779 году в дворянской семье Петра Турчанинова — генерал-поручика и статс-секретаря по военным вопросам Екатерины II; младший брат генерал-лейтенанта Павла Турчанинова.
Шестнадцатилетним юношей Турчанинов был зачислен на военную службу в Преображенский лейб-гвардии полк, затем был переведён Егерский лейб-гвардии полк, где 6 июня 1799 года получил погоны прапорщика.
Боевое крещение получил в Войне третьей коалиции, в ходе которой во время баталии при Аустерлице Турчанинов получил пулевое ранение в правую ногу.
Во время следующей коалиционной войны Турчанинов дрался с Наполеоном в битве при Гутштадте, баталии при Гейльсберге, бою под Фридландом.

За заслуги в ходе Русско-шведской войны 1808—1809 гг. был 26 апреля 1808 года награждён орденом Святого Георгия 4-го класса 
в воздаяние отличного мужества и храбрости, оказанных в сражении 6 апреля против шведских войск при с. Олькиоки, где послан будучи в подкрепление авангарда генерал-лейтенанта Тучкова с особенною неустрашимостью и искусством вел свой отряд против неприятеля, который с великим уроном был сбит и преследовал 15 верст до сел. Сикаюки, занятого потом нашими войсками.
8 марта 1810 года Андрей Петрович Турчанинов был утверждён командиром 3-го егерского полка Русской императорской армии.
На момент вторжения наполеоновской армии в пределы Российской империи его полк в составе 3-й бригады 6-й пехотной дивизии входил в Финляндский корпус генерала Фаддея Фёдоровича Штейнгеля. В сентябре 1812 года Турчанинов вместе с полком прибыл к городу Риге и принял участие в ряде ключевых сражений Отечественной войны 1812 года, в частности в битве при Даленкирхене, боях близ Экау и на реке Ауя, баталии под Полоцком, бою под Чашниками (был ранен в грудь картечью) и сражении под Смолянами.
После изгнания Наполеона из России принял участие в заграничном походе русской армии, осаждал Данциг. За боевые заслуги Турчанинов был 15 сентября 1813 года был произведён в генерал-майоры.
После возвращения на родину, 8 марта 1816 года был назначен командиром 2-й бригады 23-й пехотной дивизии, а 6 декабря 1826 года Турчанинов был утверждён начальником 22-й пехотной дивизии. 6 декабря 1828 года произведён в генерал-лейтенанты.
3 сентября 1829 года Андрей Петрович Турчанинов был утверждён на должности коменданта города Севастополя
Чумной бунт в Севастополе стал роковым в его карьере: за «бездействие» комендант Турчанинов был отдан под суд, который «за малодушие и за совершенное нарушение всех обязанностей по службе» лишил его всех наград и званий и, разжаловав в рядовые, до выслуги отправил в войска. В том же году, вскоре после вынесения обвинительного приговора, Андрей Петрович Турчанинов умер.